# Казуароподобни
Казуароподобните (Casuariiformes) са разред средноголеми животни от клас Птици (Aves).
Той включва 2 семейства с 4 съвременни и 6 известни изченали вида. Разпространени са в горите на Австралия и Нова Гвинея. Казуароподобните са нелетящи и са едни от най-едрите съвременни птици.

## Семейства
Разред Casuariiformes – Казуароподобни
- Семейство Casuariidae – Казуарови Kaup, 1847
- Семейство Dromaiidae – Емута Huxley, 1868